# ترتيب الأوراق

الزاوية بين الوريقات المتتالية لتويج بعض الزهور هي الزاوية الذهبية

في علم النبات، يقصد بـترتيب الأوراق أو انتظام الأوراق (باللاتينية: Phyllotaxis) تموضع الأوراق على الساق. تنمو الأوراق من العقد الساقية ويمكن لها أن تتخذ تراتيب مختلفة على الساق. ومنها:
- ترتيب متناوب: تخرج كل ورقة من عقدة مستقلة، والورقة التي تليها تخرج من عقدة أخرى فوقها حتى لا يظلل بعضها بعضاً، مثل الفول والملوخية، الخ.
- ترتيب متقابل: عند كل عقدة تخرج ورقتان متقابلتان كما في نبات الياسمين الزفر.
- ترتيب حلزوني: تخرج كل ورقة من عقدة مستقلة، والورقة التي تليها تخرج من عقدة أخرى فوقها بزاوية تقارب 90 درجة.
- ترتيب محيطي أو سواري: تخرج الأوراق من العقد في محيطات تحيط بالساق من كل الجهات، وفي محيط ثلاثة أوراق أو أكثر موزعة حول الساق عند العقد كما في نبات الدفلة.
- ترتيب وريدة: تخرج الأوراق من مستوى واحد قريب من سطح الأرض يعطي للنبات شكلاً دائرياً.